# Біловезька пуща (національний парк)
Національний парк Біловезька пуща, державний національний парк у Білорусі. Розташований на території великого лісового масиву Біловезька пуща (Кам'янецький, Пружанський і Свіслоцький райони). Займає площу близько 153 тис. га.
Національний парк створений з метою збереження еталонних та унікальних природних комплексів і об'єктів природи, проведення наукових досліджень, розробки та впровадження наукових методів охорони природи та природокористування, екологічної просвіти та рекреаційної діяльності.
Національний парк «Біловезька пуща» розташований в басейні Західного Бугу на висотах 160—180 м над рівнем моря. Рельєф тут полого-горбистий, рівнинні ділянки чергуються з окремими підвищеннями і пониженнями. Найвиищим пунктом є гора поблизу села Порозово (242,5 м), найнижчим — поблизу р. Права Лісова (143,6 м). Більшість річок мають широтна спрямованість (Права Лісова, Нарев, Наревка) і відносяться до басейну Балтійського моря. Їх витоки розташовані безпосередньо в межах лісового масиву, або в болотах неподалік. Поблизу північно-східної околиці пущі проходить вододіл між річками басейнів Балтійського і Чорного морів. Там добре збереглася Дика болото, яке в Європі є одним з найбільших низинних боліт мезотрофного типу.
Природних озер на території національного парку немає. Але є понад 10 штучних водойм. Найбільшими серед них є водосховище Лядське та Хмелевський, створені на місці низинних боліт в південній частині національного парку.
За даними багаторічних спостережень Каменецької метеостанції, середньорічні температури (5,1 ° — 8,5 ° C). Середні температури найтеплішого місяця (липень) складають 17,4 °, найхолоднішого (січень) −4,5 °. Максимальна і мінімальна температури досягають значень в 36,4 ° і −40,1 °, відповідно. Опадів випадає близько 653 мм, причому основна їх частина (66 %) припадає на теплий період.
Пуща — колишнє мисливське господарство польських королів (з XV в.) І російських царів (XVIII — поч. XX ст.). У 1939 проголошена державним заповідником. У 1957-91 мала статус заповідно-мисливського господарства, була місцем полювання для представників високої радянської номенклатури і їхніх зарубіжних гостей. З 1991 національний парк. У 1992 включена ЮНЕСКО в список об'єктів всесвітньої спадщини. З 1993 біосферний заповідник.
Адміністративно-господарським та науковим центром національного парку є село Каменюки Каменецького району.